# Мюнстерский мир

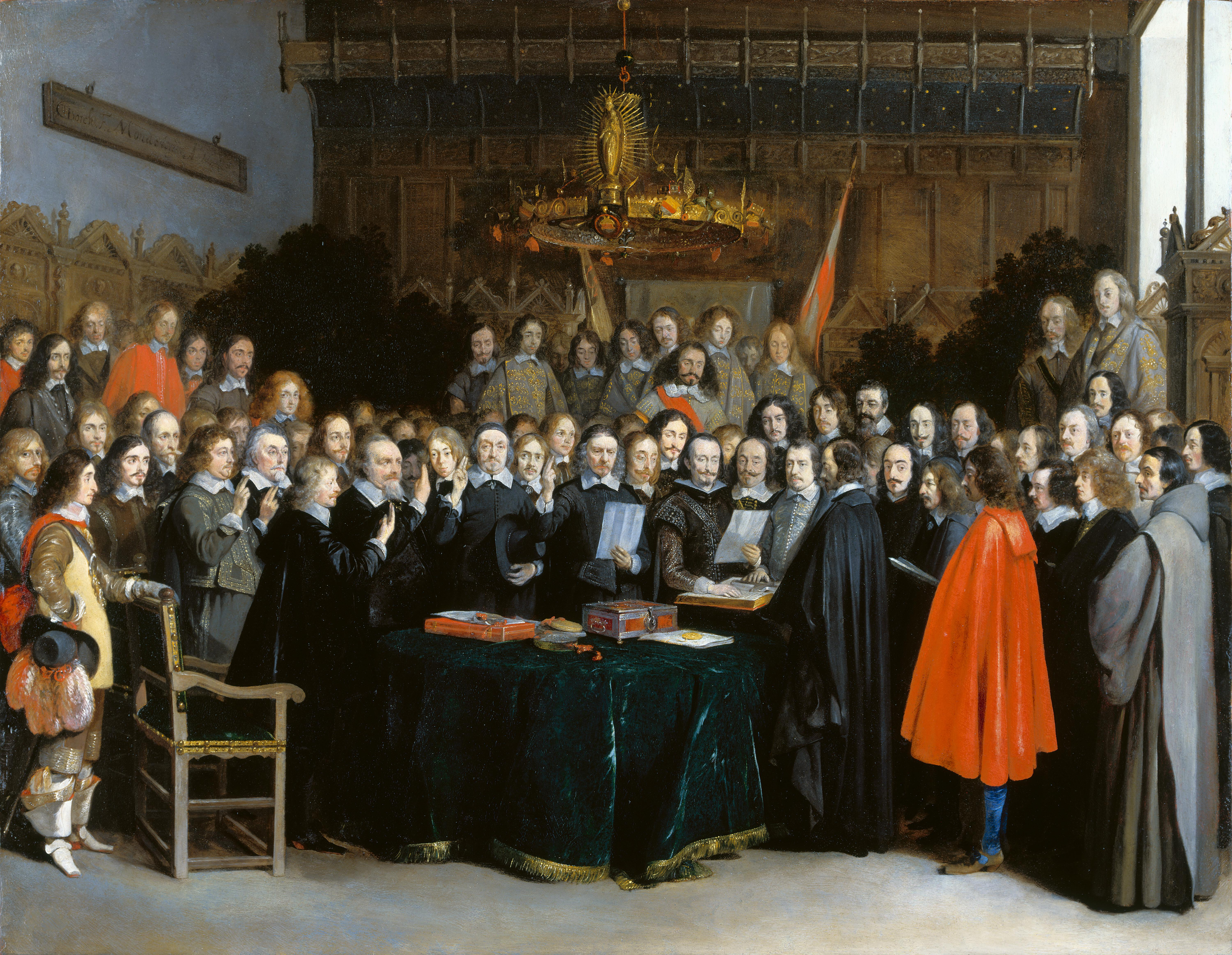
«Подписание мюнстерского мира 15 мая 1648 год». Картина Герарда Тербоха, 1648 год.

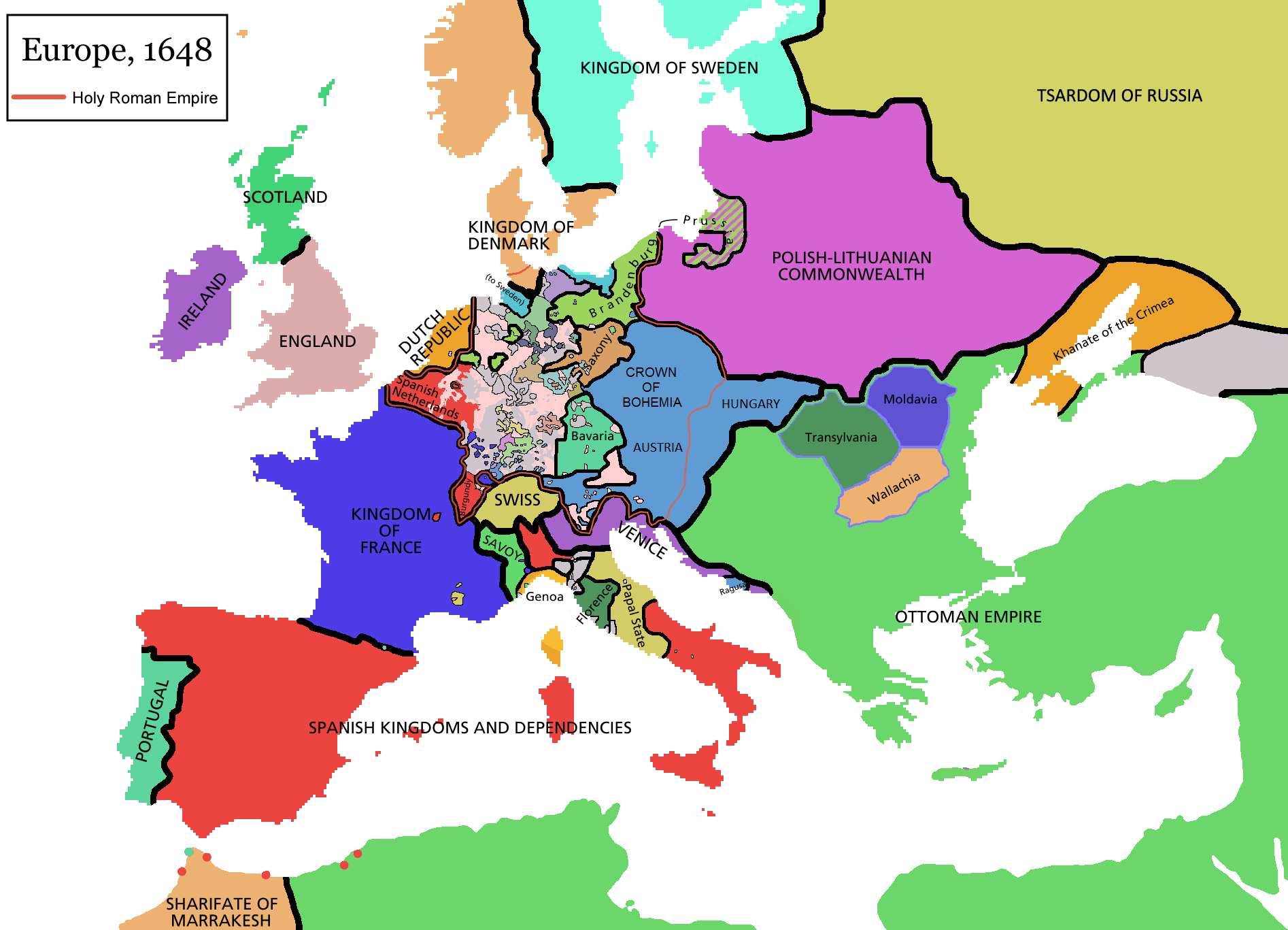
Карта Европы после Вестфальского мира (1648 год).

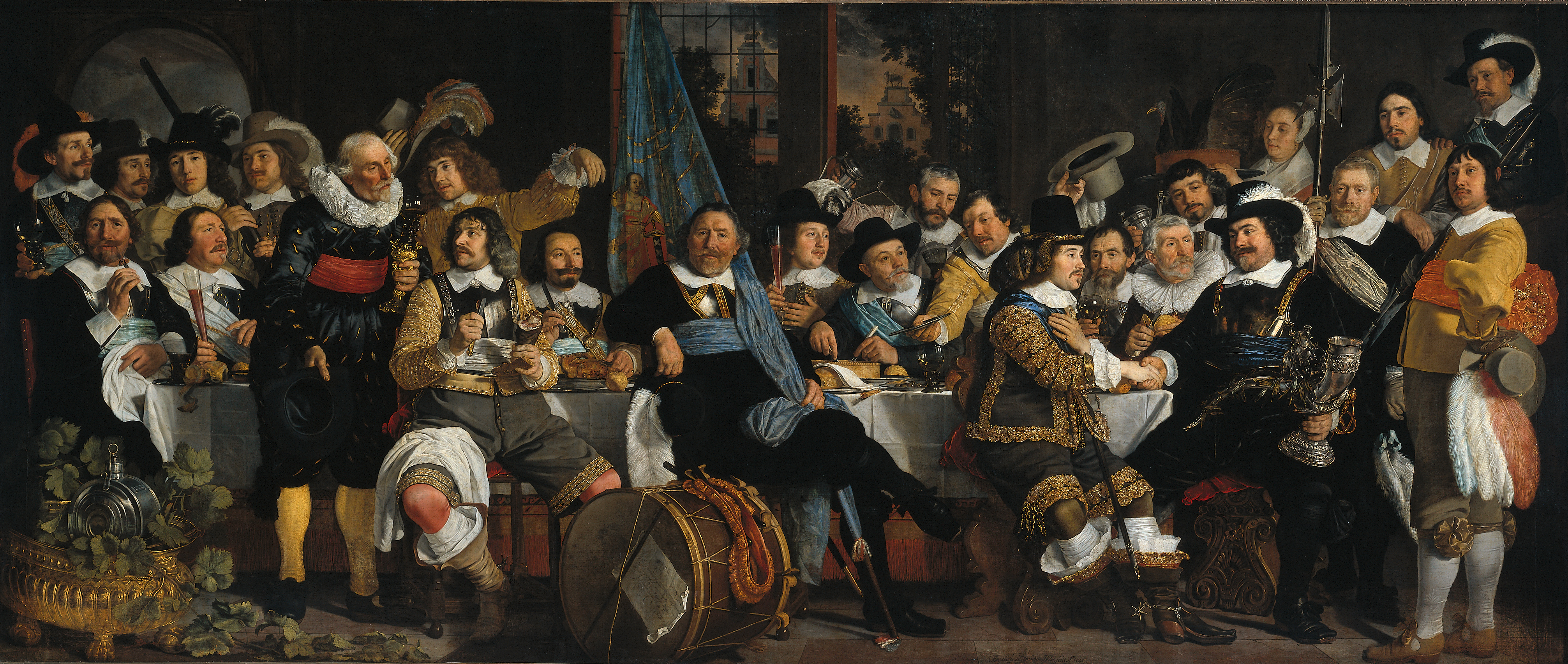
«Празднование мира в Мюнстере». Картина Бартоломеуса ван дер Хелста, 1648 год.

Мюнстерский мирный договор — договор между Республикой Соединённых провинций Нидерландов и Испанией, подписанный в Мюнстере 30 января 1648 года. Это был поворотный договор в истории для Соединённых провинций и одно из ключевых событий нидерландской истории; с его заключением Соединённые Провинции наконец обрели независимость от Священной Римской империи. Договор был частью Вестфальского мира, который закончил Тридцатилетнюю войну и Восьмидесятилетнюю войну (Нидерландскую революцию).
Переговоры между враждующими сторонами начались в 1641 году в городах Мюнстер и Оснабрюк, современная территория Германии.
Несмотря на то, что Соединённые Провинции не были формально признаны независимым государством, республике было разрешено участвовать в мирных переговорах; даже Испания не была против этого. В январе 1646 года восемь нидерландских представителей (2 из Голландии и по 1 с каждой из остальных шести провинций) прибыли в Мюнстер, для того чтобы начать мирные переговоры. Испанскому посланнику были предоставлены значительные полномочия королём Филиппом IV, который ждал подписания мира на протяжении многих лет. 30 января 1648 года стороны достигли консенсуса, и текст было отправлен в Гаагу и Мадрид на подписание. 15 мая этого же года мир был наконец заключен. Республика Соединённых провинций получила международное признание своей независимости (были решены вопросы её суверенитета, территории, статуса Антверпена и устья Шельды, намечены проблемы, ещё остававшиеся спорными).
Оригинальная копия мирного договора хранится Рейксархивом (национальный архив Нидерландов) в Гааге.